# Naver Corporation
Naver Corporation (Tiếng Hàn: 네이버) là một công ty công nghệ của Hàn Quốc có trụ sở chính tại Seongnam, Hàn Quốc điều hành công cụ tìm kiếm Naver. Naver tự khẳng định mình là người tiên phong ban đầu trong việc sử dụng nội dung do người dùng tạo thông qua việc tạo ra nền tảng Hỏi & Đáp trực tuyến Knowledge iN. Naver cũng quản lý các ứng dụng như LINE, Snow và ứng dụng tổ chức giao tiếp nhóm BAND.
Vào ngày 1 tháng 8 năm 2013, Naver quyết định tách khỏi Hangame, một công ty đã phát triển cùng với tên NHN Corporation trong 13 năm. Vào ngày 1 tháng 10 năm 2013, công ty đã sử dụng tên hiện tại là Naver Corporation để phản ánh sự thay đổi, khôi phục lại tên trước khi sáp nhập. Hangame hiện do NHN Entertainment giám sát. Các chi nhánh hiện tại của Naver bao gồm Line Corporation, Snow, Naver Labs, Naver Webtoon, Naver Business Platform và Works Mobile. Công ty hiện đang hợp tác với các công ty khởi nghiệp công nghệ thông tin để phát triển thành một nền tảng dựa trên công nghệ.

## Hợp tác
Ngày 20 tháng 8 năm 2020, Naver chính thức lựa chọn Học viện Công nghệ Bưu chính Viễn thông để đầu tư, phát triển nghiên cứu, đào tạo trí tuệ nhân tạo (Al) tại Việt Nam.
Sáng ngày 31 tháng 3 năm 2021, Đại học Bách khoa Hà Nội chính thức ra mắt Trung tâm Nghiên cứu quốc tế về Trí tuệ nhân tạo (AI). Trung tâm này được thành lập theo mô hình trung tâm nghiên cứu quốc tế hỗn hợp với sự chung tay của Đại học Bách khoa Hà Nội và Tập đoàn Naver.

## Văn hóa doanh nghiệp

### Nhân viên và văn hóa
Tính đến năm 2017, Naver có 2.533 nhân viên (8.105 bao gồm cả các công ty con). Năm 2014, Naver đã được Bộ Lao động trao Giải thưởng cho Doanh nghiệp Xuất sắc trong phân chia việc làm bình đẳng.

### Các văn phòng trên thế giới
Naver hiện có văn phòng toàn cầu tại Nhật Bản, Mỹ, Trung Quốc, Việt Nam, Đài Loan và Thái Lan.

## Sản phẩm và dịch vụ
Dựa trên ảnh hưởng của dịch vụ công cụ tìm kiếm cốt lõi của mình, Naver cũng đã phát triển các mô hình kinh doanh mới trong quảng cáo trực tuyến, nội dung và công nghệ sâu thông qua nghiên cứu và phát triển.

### Công cụ tìm kiếm
Naver là nhà cung cấp web đầu tiên của Hàn Quốc phát triển công cụ tìm kiếm của riêng mình. Đây cũng là nhà khai thác đầu tiên giới thiệu dịch vụ tìm kiếm toàn diện (đề cập đến các kết quả tìm kiếm được tối ưu hóa từ nhiều danh mục khác nhau như tin tức, bản đồ, hình ảnh, v.v., được trình bày trên một trang). Công cụ tìm kiếm kể từ đó đã phát triển để cung cấp nhiều dịch vụ liên quan bao gồm e-mail, bản đồ, thương mại điện tử, mạng xã hội, thanh toán không dây và phát trực tuyến.

### V Live
V Live là một nền tảng phát trực tiếp toàn cầu với các video và nội dung chất lượng cao, từ chương trình phát sóng buổi hòa nhạc đến bản gốc của V (ví dụ: các chương trình riêng tư trong thời gian thực dành cho người nổi tiếng). Ngoài ra còn có một dịch vụ phụ đề được gọi là V FANSUB cho phép người dùng chèn phụ đề tiếng nước ngoài của riêng họ vào video. Tính năng phụ đề đã thu hút một lượng lớn người xem nước ngoài, vì k-pop đang trở nên phổ biến ở các quốc gia khác. V Live có tổng cộng 35 triệu lượt tải và 19 triệu người dùng hàng tháng. Theo Alexa, tính đến tháng 5 năm 2018, nó là một trong 1000 trang web được truy cập nhiều nhất trên toàn cầu.
Vào ngày 27 tháng 1 năm 2021, nó đã được thông báo rằng họ sẽ đầu tư 354,8 tỷ KRW (321 triệu USD) vào công ty con công nghệ của Hybe Corporation, Weverse Company Inc., mua lại 49% cổ phần của công ty. Đổi lại, Naver sẽ chuyển giao dịch vụ phát trực tuyến V Live của mình cho Weverse Company.

### Dịch vụ cũ

#### Me2day
Me2day là một nền tảng microblog cho phép người dùng chia sẻ tin nhắn có độ dài 150 ký tự. Tuy nhiên, nó đã ngừng hoạt động vào tháng 6 năm 2014, do hoạt động kém hiệu quả trước các đối thủ toàn cầu như Twitter và Facebook.